# یک شب جمعه
یک شب جمعه (به انگلیسی: One Friday Night) فیلمی هندی محصول سال ۲۰۲۳ و به کارگردانی مانیش گوپتا است. در این فیلم بازیگرانی همچون راوینا تاندون، میلیند سمان و ویدی چیتالیا ایفای نقش کرده‌اند.